# بخش دکاتور، شهرستان واشینگتن، اوهایو
بخش دکاتور (به انگلیسی: Decatur Township) یک منطقهٔ مسکونی در ایالات متحده آمریکا است که در شهرستان واشینگتن، اوهایو واقع شده‌است.
 بخش دکاتور ۹۱٫۰ کیلومتر مربع مساحت و ۱٬۱۸۱ نفر جمعیت دارد و ۲۵۷ متر بالاتر از سطح دریا واقع شده‌است.